# Francisco Cabello y Mesa
Francisco Antonio Evaristo Cabello y Mesa (Copernal, 26 de octubre de 1764 - Madrid 7 de diciembre de 1832) fue un militar y escritor español, que editó los primeros periódicos de las actuales naciones de Perú, la Argentina y Uruguay. Escribía también bajo el seudónimo Jaime Bausate y Meza.

## Biografía
Nacido en Copernal (Guadalajara), y criado en Extremadura, inició estudios de Derecho en la Universidad de Salamanca que no completó. Hizo sus primeras letras en el periodismo español y publicó una traducción de Las aventuras de Telémaco, de François Fénelon, con el pomposo título de Cuánto a los jóvenes vale tener canas a su lado.

### En el Perú
Viajó al Virreinato del Perú, donde tuvo a su cargo la edición del Diario Curioso, Erudito y Comercial, en Lima, compuesto en su mayor parte de reproducciones de artículos de diarios peninsulares, y que firmó con su seudónimo Jaime Bausate y Meza. Completó sus estudios de Derecho Civil y Canónico en la Universidad de San Marcos de la capital virreinal y ejerció como abogado ante la Real Audiencia de Lima. Fue uno de los fundadores de la Sociedad de Amantes del País, típica reunión de notables de la época de la Ilustración.
Se le reconoció el grado militar de coronel de las milicias de la capital y le fue encargada la defensa de la frontera de la provincia de Jauja con la selva amazónica en 1790. También se dedicó a negocios mineros.

### En el Río de la Plata
En 1798 partió rumbo a España, recorriendo el Camino Real en dirección a Buenos Aires, capital del Virreinato del Río de la Plata, donde fracasó en encontrar un buque que lo transportara a su tierra natal. De modo que entró en contacto con los representantes locales de la Ilustración, entre ellos el secretario del Consulado de Comercio de Buenos Aires, Manuel Belgrano. Junto con ellos fundó una filial local de la Sociedad de Amigos del País, pero ésta no tuvo éxito por no haber sido autorizada por las autoridades virreinales.
Por iniciativa de Belgrano, el 1 de abril de 1801 apareció el Telégrafo Mercantil, Rural, Político, Económico e Historiográfico del Río de la Plata, dirigido por Francisco Cabello. Había sido autorizado por el virrey Gabriel de Avilés, y fue el primer periódico de la futura República Argentina. Contó con la colaboración de personalidades destacadas como Manuel José de Lavardén Thaddeus Peregrinus Haenke, Domingo de Azcuénaga, Manuel Belgrano, Juan José Castelli, Pedro Cerviño y Luis José de Chorroarín. Sus intenciones eran tanto la de publicar las últimas novedades políticas y comerciales —por ejemplo, publicaba el arribo de casi todos los buques de ultramar— como de difundir conocimientos y novedades culturales.
El periódico dejó de aparecer en octubre de 1802, tras tirar unos ciento once números, por falta de fondos y de suscriptores. Pero, mucho más importante, porque algunos de los artículos excedieron en su liberalidad lo que estaba dispuesto a soportar el anciano virrey Joaquín del Pino y Rozas, que ordenó su clausura.
Durante los años siguientes, tuvo alguna participación en la fundación del Teatro Coliseo.
Durante las invasiones inglesas, muchos criollos colaboraron con los ingleses. Muchos de ellos lo hicieron en secreto, pero Cabello aceptó ejercer un cargo público en el gobierno del gobernador invasor William Carr Beresford. Cuando se produjo la reconquista por parte de los criollos y españoles, Cabello fue acusado de traición al rey. Para probar su lealtad se enroló como oficial de dragones y marchó a Montevideo al producirse la segunda invasión inglesa; tomó parte en la defensa de la ciudad como oficial de milicias y fue tomado prisionero, esta vez por los conquistadores ingleses. Su comandante Samuel Auchmuty y el sucesor de éste, John Whitelocke, lo pusieron en libertad y le encargaron editar un periódico de propaganda inglesa, The Southern Star, publicación bilingüe con que los británicos esperaban congraciarse con los ilustrados criollos. El periódico, que también llevaba el nombre de Estrella del Sur, alcanzó a tirar siete ejemplares. Tras la defensa de Buenos Aires, que obligó a los ingleses a retirarse también de Montevideo, la imprenta inglesa que había utilizado Cabello fue enviada a Buenos Aires y serviría años más tarde para imprimir la Gazeta de Buenos Ayres, el primer periódico oficial de la Argentina independiente.

### Últimos años
Más adelante viajó embarcado en el buque de transporte Sarah hacia Inglaterra y, de alguna manera, terminó en La Coruña, en España, donde sirvió brevemente como oficial de ejército. Tras regresar a Extremadura, donde vivía aún su padre, publicó un manifiesto en apoyo de la Junta Suprema Central establecida en Sevilla frente a la invasión napoleónica, que tituló Instrucciones político-militares para el soldado y el pueblo. Durante los años siguientes las noticias se hacen confusas: quizá haya luchado del lado español en la batalla de Bailén, quizá se haya afrancesado y haya sido galardonado con la Orden Real de España establecida por José Bonaparte, pero finalmente su rastro se pierde por muchos años, y en algún momento se exilió en Francia. Regresó a España en 1823 junto a los Cien Mil Hijos de San Luis. En 1824 publicó en Madrid un Mosaico gramatical en coloquios didascálicos para servir de suplemento a la gramática sinóptica francesa castellana y pasó los años siguientes reclamando sueldos adeudados como militar, ocultando que había sido oficial de milicias y no de línea.
Falleció en fecha y lugar desconocidos, hacia la década de 1830.

## Homenajes
Una calle de la ciudad de Buenos Aires, en el barrio de Palermo, recuerda a este periodista.
En el año 1958 en Lima se fundó la Escuela de Periodismo Jaime Bausate y Meza, que en el 2008 mediante la Ley N.º 29278 promulgada por el entonces presidente Alan García pasó a ser denominada como Universidad Jaime Bausate y Meza.